# John Eales
John Anthony Eales (* 27. června 1970, Brisbane) je bývalý australský ragbista, který hrál nejvíce jako druhořadník. V roce 2007 byl jmenován do Síně slávy světového ragby. V prosinci 2003 se dostal do Australské síně slávy sportu. V roce 1999 dostal Řád Austrálie.
Na MS 1991 a MS 1999 se stal mistrem světa. Stal se jedním z pěti hráčů, co poprvé vyhráli dvě mistrovství světa. V roce 2000 a 2001 vyhrál Tri Nations. Za Austrálii odehrál v letech 1991–2001 86 zápasů (55 jako kapitán) a připsal si 173 bodů.
Klubovou kariéru strávil od roku 1990 do roku 2001 v Queenslandu a v rozmezí 1989–1999 i v amatérském klubu Brothers. V roce 1992, 1994 a 1995 vyhrál s Queenslandem Super Rugby. V Super Rugby si připsal 402 bodů, což je nejvíce v historii mezi útočníky (hráči s číslem 1 až 8).